# Pärlijõgi
Pärlijõgi (lettiska: Pērļupīte) är en 40 km lång å i södra Estland och norra Lettland. Den är ett sydligt vänsterbiflöde  till Mustjõgi som i sin tur är ett biflöde till Gauja; den senare mynnar i Rigabukten i Lettland.
Källan ligger i sjön Trumulītis i nordöstra Lettland. Den rinner 4 km i Lettland och följer därefter i 2 km gränsen till Estland. Sammanflödet med Mustjõgi är beläget i Rõuge kommun i Võrumaa i sydöstra Estland. Den avvattnar naturreservatet och våtmarken Luhasuu och den där liggande sjön Luhasuu Mustjärv.